# Грошев, Игорь Геннадьевич
И́горь Генна́дьевич Гро́шев (род. 15 марта 1964) — советский легкоатлет, специалист по бегу на короткие дистанции. Выступал на всесоюзном уровне в 1984—1990 годах, обладатель серебряной медали Всемирной Универсиады, чемпион СССР в беге на 100 метров, многократный призёр первенств всесоюзного и всероссийского значения. Представлял Московскую область, спортивное общество «Трудовые резервы» и Советскую Армию.

## Биография
Игорь Грошев родился 15 марта 1964 года. Занимался лёгкой атлетикой в Московской области, выступал за РСФСР, добровольное спортивное общество «Трудовые резервы» и Советскую Армию.
Впервые заявил о себе в сезоне 1984 года, когда в беге на 100 метров успешно выступил на соревнованиях в Сочи.
В 1987 году на чемпионате СССР в Брянске установил свой личный рекорд в 100-метровой дисциплине — 10,26, выиграв в итоге бронзовую медаль.
В 1989 году в беге на 60 метров стал серебряным призёром на всесоюзных соревнованиях в Вильнюсе и на зимнем чемпионате СССР в Гомеле, взял бронзу на турнире в Москве. В беге на 100 метров стартовал на Мемориале братьев Знаменских в Москве, одержал победу на летнем чемпионате СССР в Горьком. Будучи студентом, представлял Советский Союз на Всемирной Универсиаде в Дуйсбурге — в индивидуальном беге на 100 метров остановился на стадии четвертьфиналов, тогда как в программе эстафеты 4 × 100 метров вместе с соотечественниками Андреем Разиным, Дмитрием Ваняикиным и Андреем Федоривым завоевал серебряную награду, уступив только команде Соединённых Штатов.
В 1990 году в дисциплине 60 метров с личным рекордом 6,57 выиграл серебряную медаль на зимнем чемпионате СССР в Челябинске.
После распада СССР Грошев больше не показывал сколько-нибудь значимых результатов в лёгкой атлетике.